# 宝拉·艾格努
宝拉·艾格努（義大利語：Paola Egonu，1998年12月18日—），意大利女子排球運動員，位置為接应，身高1.93米，現效力於義大利豪門米蘭女排俱樂部。她目前是意大利国家女子排球队的进攻核心，是当今世界上首屈一指的女子接应 。
在意大利国家女子排球队，她身披18號球衣。 

## 運動生涯
2019年，代表諾瓦拉女排俱乐部，夺得2019年欧洲女子排球冠军联賽的冠军。並個人獲得最有价值球员（MVP）。同年代表科内利亚诺女排俱乐部夺得2019年世界女排俱乐部锦标赛冠军，其个人获得了最有价值球员。
2021年，她再带领科内利亚诺女排俱乐部夺得2021年欧洲女子排球冠军联賽冠军，並個人第二次獲得欧洲女子排球冠军联賽最有价值球员（MVP）。
在国家队方面，2021年9月4日，她代表意大利夺得2021年欧洲女子排球锦标赛冠军，並個人獲得最有价值球员（MVP）。
2024年8月11日，她代表意大利夺得2024年奥运会女子排球比赛冠军，並個人獲得最有价值球员（MVP）。

## 獎項

### 國家隊
- 2018年世界女子排球錦標賽： - 亚军
- 2021年欧洲女子排球锦标赛： - 冠军
- 2022年女子排球國家聯賽：   - 冠军
- 2022年世界女子排球錦標賽： - 季軍
- 2024年女子排球國家聯賽：   - 冠军
- 2024年奥运会女子排球比赛：  - 冠军
- 2025年女子排球國家聯賽： - 冠軍

### 俱乐部
- 2019年欧洲女子排球冠军联賽： - 冠军（效力于 諾瓦拉女排俱乐部）
- 2019年世界女排俱乐部锦标赛： - 冠军（效力于科內利亞諾女排俱樂部）
- 2021年欧洲女子排球冠军联賽： - 冠军（效力于科內利亞諾女排俱樂部）
- 2022–23年歐洲女排冠軍聯賽： - 冠军（效力于 瓦基弗銀行女排俱樂部 ）

### 國家隊个人荣誉
- 2018年世界女子排球錦標賽：最佳接应
- 2021年欧洲女子排球锦标赛：最有价值球员（MVP）
- 2022年女子排球國家聯賽：最有价值球员（MVP）、最佳接应
- 2024年女子排球國家聯賽：最有价值球员（MVP）、最佳接应
- 2024年奥运会女子排球比赛：最有价值球员（MVP）、最佳接应
- 2025年女子排球國家聯賽：最佳接应

### 俱乐部个人荣誉
- 2019年欧洲女子排球冠军联賽：最有价值球员（MVP）（效力于 諾瓦拉女排俱乐部）
- 2019年世界女排俱乐部锦标赛：最有价值球员（MVP）（效力于科內利亞諾女排俱樂部）
- 2021年欧洲女子排球冠军联賽：最有价值球员（MVP）（效力于科內利亞諾女排俱樂部）
- 2022–23年歐洲女排冠軍聯賽：最有价值球员（MVP）（效力于 瓦基弗銀行女排俱樂部 ）